# Daniel Rey Piuma
Daniel Rey Piuma (Montevideo, 15 de abril de 1958 - Róterdam, 21 de agosto de 2016) fue un diseñador gráfico, fotógrafo, docente y  militante social y político uruguayo. Habiendo ingresado a trabajar en la Prefectura Nacional Naval en 1977, durante la dictadura cívico militar uruguaya (1973-1985), copió y sustrajo documentos probatorios de los vuelos de la muerte y de las violaciones a los derechos humanos que allí y en otros establecimientos militares se cometían. Luego de tres años, y ante la inminencia de su detención, desertó y fugó hacia Brasil primero y hacia Países Bajos después como refugiado político. A lo largo de los años los documentos que aportó y su testimonio fueron fundamentales para varias causas judiciales por delitos de lesa humanidad en el Cono Sur. Tuvo vínculo político con el Movimiento de Liberación Nacional - Tupamaros (MLN-T). Su tío abuelo, Carlos Pablo Arévalo Arispe, es uno de los uruguayos detenidos desaparecidos (en diciembre de 1975) por la dictadura uruguaya. Testificó en Uruguay contra miembros de la Armada y del gobierno militar. Su aporte fue una prueba fundamental en el juicio conocido como megacausa ESMA, que tuvo lugar en el año 2012 en Argentina y en que eran acusados decenas de exmiembros de la Armada de ese país que participaron de la desaparición forzada de miles de personas.

## Biografía

### Primeros años y servicio militar
Rey Piuma nació en Montevideo, la capital de Uruguay. De familia de origen humilde, desde su adolescencia militó en grupos de orientación cristiana y también estudiantiles. Ingresó en la Marina el 15 de septiembre de 1977, cuando tenía 19 años. Por sus conocimientos en fotografía, fue asignado a un departamento técnico de la Dirección de Inteligencia de Prefectura Naval (DIPRE). El edificio donde trabajaba Rey Piuma también era utilizado como centro clandestino de detención y tortura por el régimen cívico-militar. Cuando tomó conocimiento de la identidad de las personas secuestradas en este establecimiento y su situación de detención clandestina, Rey Piuma contactó secretamente a familiares de las víctimas y a organizaciones políticas y de derechos humanos alertando sobre la condición en que se encontraban. Fue testigo de torturas a presos políticos, y tuvo acceso a los archivos que contienen información sobre el uso de la tortura por parte del régimen en dependencias de la Armada, en particular en Prefectura Nacional Naval y en Fusileros Navales (FUSNA), y también de la aparición de cadáveres de personas en las costas uruguayas producto de los vuelos de la muerte. Años después, en algunos casos pudo identificarse a algunas de estas personas gracias al accionar del Equipo Argentino de Antropología Forense, constatándose que eran ciudadanos argentinos.

### Recopilación de documentos y deserción
Entre 1977 y 1980, reunió fotografías, datos y documentos de tres distintos orígenes: a) la organización de la represión militar y sus víctimas en la Prefectura b) los funcionarios responsables de esa represión: sus grados, qué función cumplían y datos personales, y c) la aparición de cuerpos de militantes políticos argentinos en las costas uruguayas.
Durante la dictadura de Argentina, miles de personas fueron secuestradas, torturadas y se les administraba pentotal para arrojar sus cuerpos desde aviones sobre el Río de la Plata o el Océano Atlántico. Algunos de esos cuerpos aparecieron regularmente en las costas de Uruguay. Estos eran los cuerpos de presuntos opositores al régimen dictatorial argentino. En Argentina, estas víctimas de la Guerra Sucia se conocen como "desaparecidos" y el número de víctimas se estima en 30.000. El gobierno dictatorial de Uruguay conocía estas operaciones de desaparición mediante vuelos de la muerte, participando en el ocultamiento de esos crímenes y la identificación de opositores que cruzaban las fronteras de ambos países, a través de la coordinación represiva conocida como Plan Cóndor. Los cadáveres que aparecían en las costas o mar adentro fueron documentados en los archivos militares de Montevideo. Rey Piuma desertó el 12 de octubre de 1980, huyendo con su esposa, ex presa política uruguaya, y llevando el archivo que había recopilado, hacia Brasil.

### Brasil, denuncias y asilo político en Países Bajos
En Brasil, Rey Piuma sufrió dos atentados contra su vida, se escondió durante un tiempo y comenzó la tarea de denuncia internacional, con declaraciones ante el Secretariado Internacional de Juristas por la Amnistía en Uruguay (SIJAU), y el Alto Comisionado de las Naciones Unidas para los Refugiados (ACNUR) entre octubre y noviembre de 1980. Durante ese periodo recibió la visita de una delegación holandesa encabezada por Liesbeth den Uyl, esposa del ex primer ministro Joop den Uyl. La delegación dispuso que a Rey Piuma y su esposa se les concediera asilo en los Países Bajos como refugiados políticos. La evidencia de los archivos fue introducida en Holanda oculta en la ropa de Rey Piuma para evitar un atentado que destruyera esa prueba.

### Militancia desde Países Bajos
Desde su llegada a Países Bajos, Rey Piuma se mantuvo como activista de izquierda, en movimientos de solidaridad por América Latina y continuó denunciando a la dictadura uruguaya en foros y cortes internacionales, con SIJAU en París y con Amnistía Internacional en Londres. Trabajó como diseñador gráfico para el Gemeentevervoerbedrijf Amsterdam, como diseñador y director de arte en Stadsdrukkerij Amsterdam, dictó clases de técnicas gráficas e impresos en el Hogeschool van Utrecht y colaboró en diversas publicaciones como diseñador gráfico, entre ella Amnesty Internacional. En 1985 concluyó su libro "Un marino acusa" detallando el accionar represivo en la Armada de su país. En 2002 protestó contra la boda del príncipe heredero Willem-Alexander y Máxima Zorreguieta en la Plaza Dam con carteles que mostraban fotos de argentinos asesinados, justo antes de la ceremonia de la boda. La protesta de Rey Piuma denunciaba que el padre de Máxima, Jorge Zorreguieta, se desempeñó como subsecretario de Agricultura de la Nación (1976-1979) y luego como secretario de Agricultura y Ganadería (1979-1981) dentro del Ministerio de Agricultura argentino en el gobierno de Videla durante la dictadura de ese país. Poco antes de la boda, arrestaron a Rey Piuma y allanaron su casa confiscando su computadora.

## Denuncias en Uruguay e internacionales

### ACNUR en 1980
Ante el Alto Comisionado de las Naciones Unidas para los Refugiados (ACNUR) , en noviembre de 1980 , en Brasil.

### SIJAU en 1980 y 1981
Ante SIJAU en Brasil, noviembre de 1980 y en París durante 1981.

### Amnistía Internacional en 1981
Amnistía Internacional en Londres, durante 1981.

### CIDH en 1981
Ante la Comisión Interamericana de Derechos Humanos (CIDH) en noviembre de 1982 en Washington.

### 'Un marino acusa' en 1988
Edición del libro 'Un marino acusa', publicado por Ediciones TAE (Uruguay, 1988).

### Comisión para la Paz en 2001
En febrero de 2001, Rey Piuma declara ante la llamada Comisión para la Paz en Montevideo, creada en el año 2000 por el gobierno Jorge Batlle. Algunas de las conclusiones de dicha comisión fueron cuestionadas y desmentidas por hechos posteriores a su accionar.

### Ante la justicia en Uruguay en 2007
En 2007 declaró como testigo en Montevideo ante el juez Luis Charles y la fiscal Mirtha Guianze en la causa judicial que finalizó con la condena y el encarcelamiento, en el año 2009, del dictador Gregorio Álvarez y del capitán de navío Juan Carlos Larcebeau, por delitos de lesa humanidad. Ese juicio fue el motivo por el que el Capitán Jorge Tróccoli se fugara a Italia, para evitar su imputación como torturador. En su testimonio judicial explicó la sistematización de la tortura en la Armada e identificó a los principales torturadores, quienes en su mayoría continúan impunes.

### Ante la justicia en Argentina en 2012
Los documentos y el testimonio de Rey Piuma fueron presentados en 2012 durante un mega juicio sobre crímenes de lesa humanidad ocurridos en la Escuela de Mecánica de la Armada (ESMA) en Argentina. Las pruebas incluían no solo fotografías de víctimas de vuelos de la muerte cuyos cuerpos aparecieron en las costas uruguayas entre los años 1976 y 1978, sino también documentos que daban cuenta de las prácticas sistemáticas de tortura sobre hombres y mujeres secuestrados en instalaciones de la Armada durante la dictadura cívico militar de Uruguay.

### En la Corte d'assise en Roma - Plan Cóndor en 2016
Habiendo sido citado en calidad de testigo por la Corte d'assise en Roma al juicio contra el llamado Plan Cóndor, Rey Piuma hubo de faltar en dos ocasiones por problemas de salud, relacionados con secuelas de su traumática experiencia y por la enfermedad que provocaría su fallecimiento en 2016. No obstante lo cual, su familia hizo llegar a la Corte los documentos gráficos de Rey Piuma, y éstos fueron agregados a las pruebas condenatorias de los imputados.

## Fallecimiento y legado
Rey Piuma falleció el 21 de agosto de 2016 en Rotterdam, Países Bajos. Parte de su archivo, que incluye información sobre los vuelos de la muerte, fue donado por su esposa al Instituto Internacional de Historia Social, en Ámsterdam. También la familia de Rey Piuma donó copia del archivo documental al grupo de Madres y Familiares de Uruguayos Detenidos Desaparecidos y con este, al Grupo de Trabajo por Verdad y Justicia (de carácter oficial) en 2016. También copia del libro "Un marino acusa (Juicio y castigo a los culpables)" así como material inédito, al  proyecto Sitios de Memoria - Uruguay.